# PL Cloutier
Pour les articles homonymes, voir Cloutier.
PL Cloutier, de son vrai nom Pierre-Luc Cloutier, est un vidéaste web canadien québécois.

## Biographie

### Formation et carrière
Il est titulaire d'un diplôme de production de l'université du Québec à Montréal et travaille notamment à la télévision. En 2010, il coanime l'émission Dans ma télé diffusée sur internet. En 2011, il participe au projet Vacancier Transat. Il travaille pour la télévision, comme chroniqueur à Radio-Canada dans Cap sur l’été !.

#### Chaîne YouTube
Son contrat n'est pas reconduit. On lui conseille alors de faire comme le vidéaste Tyler Oakley, dont il affirme alors ignorer l'existence, tout comme de la notion de youtubeur,. Il crée peu après sa chaîne YouTube, en juin 2014 pour contrer l'ennui durant son chômage, assure-t-il. Il se renomme PL Cloutier et sa chaîne compte 250 000 abonnés en mars 2017. Il ouvre ensuite une seconde chaîne, Plus de PL Cloutier, consacrée aux vlogs.
Il produit des vidéos de type chroniques humoristiques. Dans chacun d'entre elles, il parle avec « un bon verre de vin » à la main. Il allègue avoir utilisé cette stratégie à ses débuts pour trouver une contenance face à la caméra afin de paraître plus décontracté, savoir que faire de ses mains, en utilisant ainsi le verre de vin comme un accessoire,.
La province de Québec représente 30 % des visionnages des vidéos de sa chaîne, le reste étant visionné depuis la France, la Belgique et la Suisse.
Il produit également des vidéos pour la chaîne ontarienne Flip TFO.
En 2018, il est désigné comme l'influenceur le plus populaire auprès des jeunes d'après une enquête canadienne.

#### Scène
En 2016, PL Cloutier réalise une tournée de spectacles nommée Bonne fête à moi dans plusieurs villes du Québec,.

#### Livre
Le 3 novembre 2017 au Canada et le 23 novembre 2017 en Europe, il publie son premier livre, Toute va ben été.

#### Trophée
Le 23 octobre 2018, PL Cloutier reçoit le trophée no 1 des influenceurs québécois.
Il obtient par ailleurs le trophée des 100 000 abonnées sur YouTube — mais c’était le mauvais trophée — le 31 décembre 2015.